# Tåren
|  | Denne artikel er oprettet af botten PalnaBot ud fra en ekstern database. Den kan derfor have sproglige fejl eller mangler. Denne skabelon kan fjernes efter kontrol af indholdet. |

Taaren er en film instrueret af Søren Melson.

## Handling
En abstrakt tegnefilm bygget over Bernhard Christensens musik. Den er den første af sin art i Danmark, idet den er tegnet direkte på filmstrimlen i lighed med Len Lyes film.